# Metroperiella cribriformis
Metroperiella cribriformis is een mosdiertjessoort uit de familie van de Bitectiporidae. De wetenschappelijke naam van de soort is voor het eerst geldig gepubliceerd in 1923 door O'Donoghue & O'Donoghue.